# Hotel Royal Swazi Sun
El Hotel Royal Swazi Sun (en inglés: Royal Swazi Sun) es un gran complejo de ocio en el Valle de Ezulwini, en el país africano de Suazilandia. Fundado en 1965, el complejo se encuentra a 4 horas de Johannesburgo por carretera. Cuenta con un casino, un campo de golf par-72 y un SPA. El campo de golf ha sido sede de numerosos torneos profesionales y es la sede de dos eventos actuales del Tour Sunshine, el "Royal Swazi Sun Open" y el "Lombard Insurance Classic".